# Jinhu (köping i Kina)
Jinhu (kinesiska: 近湖, 近湖镇) är en köping i Kina. Den ligger i provinsen Jiangsu, i den östra delen av landet, omkring 180 kilometer nordost om provinshuvudstaden Nanjing. Antalet invånare är 240047. Befolkningen består av 116 954 kvinnor och 123 093 män. Barn under 15 år utgör 16,0 %, vuxna 15-64 år 75 %, och äldre över 65 år 7,0 %.
Genomsnittlig årsnederbörd är 1 041 millimeter. Den regnigaste månaden är juli, med i genomsnitt 248 mm nederbörd, och den torraste är januari, med 19 mm nederbörd.